# 永井柳太郎
永井柳太郎（1881年4月16日—1944年12月4日）是日本政党政治活动家（政治人物）。出生於石川縣（金澤）。1905年毕业于早稻田大学，曾留学英国牛津大学。早稻田大學教師。大隈重信的亲传弟子，曾任《新日本》杂志主编。從二位受位者。勳一等旭日大綬章獲得者。勳一等瑞寶章獲得者。

## 外部連結
- 维基共享资源上的相關多媒體資源：永井柳太郎